# Christa Hoffmann-Warns
Christa Hoffmann-Warns (* 25. Dezember 1935) ist eine  ehemalige deutsche Handballspielerin.
Hoffmann-Warns gewann mit dem ETV Hamburg siebenmal die Deutsche Meisterschaft im Handball. Auch in der deutschen Nationalmannschaft kam sie zum Einsatz und absolvierte insgesamt 57 Länderspiele, in denen sie 100 Tore erzielte. Bei der Weltmeisterschaft 1965 gehörte sie dem deutschen Team an, das die Bronzemedaille gewann. Bereits bei den Weltmeisterschaften 1957 und 1962 nahm sie, noch unter dem Namen Christa Warns, teil und platzierte sich mit der deutschen Mannschaft auf Rang vier bzw. Rang acht.